# Facciolella equatorialis
Facciolella equatorialis är en fiskart som först beskrevs av Gilbert, 1891.  Facciolella equatorialis ingår i släktet Facciolella och familjen Nettastomatidae. Inga underarter finns listade i Catalogue of Life.